# Пясъчна лилия
Пясъчната лилия (Pancratium maritimum) е вид луковично растение от семейство Кокичеви. Това е един красив крайморски растителен вид наричан още Царицата на цветята или Морски нарцис. Пясъчната лилия е застрашена от изчезване в България и е защитен от Закона за биологичното разнообразие вид.

## Разпространение
В България расте по пясъчните брегове на южното Черноморие – главно в местностите Каваците, Иракли и Аркутино, между Ахтопол и Резово, както и в резерватите „Ропотамо“ и „Пясъчна лилия“, но въпреки всичко произхода му е от Средиземно море.
Резерватът „Пясъчна лилия“ е най-малкият в България, обявен през 1962 г. върху площ от 0,6 хектара с цел да се запази едно от най-големите естествени находища на терциерния реликт пясъчна лилия. Намира се югозападно от гр.Созопол в местността Каваците.

## Описание
Размножителните способности на растението са добри. Пясъчната лилия е многогодишно тревисто луковично растение, което се отличава с шестлистен околоцветник и коронка. На височина достига от 30 до 70 cm. Среща се по морските пясъчни плажове, откъдето идва и наименованието ѝ.

## Природозащитен статут
Растението е застрашено единствено по българските и част от северните турски брегове на Черно море. В останалата част на Европа е изключително добре разпространено и оформя стабилни популации.